# Louis Perrée
Louis Léonce Théophile Perrée (París, 25 de març de 1871 – Ivry-la-Bataille, 1 de març de 1924) va ser un tirador d'esgrima francès que va competir a cavall del segle xix i el segle xx. El 1900 va prendre part en els Jocs Olímpics de París, en què guanyà la medalla de plata en la prova d'espasa. En la prova d'espasa amateur-professional acabà en cinquena posició, empatat amb tres altres tiradors.